# Morti nel 1999/Luglio
| Questa pagina contiene informazioni ricavate automaticamente dalle voci biografiche con l'ausilio del template Bio e di un bot. L'aggiornamento è periodico e automatico e ricostruisce completamente la pagina. Se manca una persona in questa lista, sei pregato di non aggiungerla, ma accertati piuttosto che la sua voce biografica contenga il template Bio e che i dati anagrafici siano correttamente compilati. Se il template Bio manca, inseriscilo tu stesso o, in alternativa, metti l'avviso {{tmp\|Bio}} che ne segnala la mancanza. Se i dati riportati sono sbagliati, correggi direttamente la voce biografica; le modifiche saranno visibili in questa lista entro pochi giorni. Per chiarimenti vedi il progetto biografie. La lista contiene solo le 138 persone che sono citate nell'enciclopedia e per le quali è stato implementato correttamente il template Bio. Pagina aggiornata al 10 apr 2025. |

- 1º luglio - Dennis Brown, cantante giamaicano (n. 1957)
- 1º luglio - Edward Dmytryk, regista, montatore e produttore cinematografico statunitense (n. 1908)
- 1º luglio - Forrest Mars senior, imprenditore statunitense (n. 1904)
- 1º luglio - Guy Mitchell, cantante, showman e attore statunitense (n. 1927)
- 1º luglio - Ernst Nievergelt, ciclista su strada svizzero (n. 1910)
- 1º luglio - Joshua Nkomo, politico zimbabwese (n. 1917)
- 1º luglio - Sylvia Sidney, attrice statunitense (n. 1910)
- 1º luglio - Roman Tmetuchl, imprenditore e politico palauano (n. 1926)
- 1º luglio - William Stephen Whitelaw, politico britannico (n. 1918)
- 1º luglio - Viktor Michajlovič Čebrikov, politico e generale sovietico (n. 1923)
- 2 luglio - Andrej Bogdanov, nuotatore sovietico (n. 1958)
- 2 luglio - Gualtiero Nativi, pittore italiano (n. 1921)
- 2 luglio - Angelo Paccagnini, compositore italiano (n. 1930)
- 2 luglio - Mario Puzo, scrittore e sceneggiatore statunitense (n. 1920)
- 3 luglio - Mia Braia, cantante e compositrice rumena (n. 1911)
- 3 luglio - Herta Heuwer, cuoca e imprenditrice tedesca (n. 1913)
- 3 luglio - İbrahim Həsənbəyov, calciatore azero (n. 1969)
- 3 luglio - Lahoucine Ibourka, attore e comico berbero (n. 1938)
- 3 luglio - Frank Linskey, cestista e allenatore di pallacanestro statunitense (n. 1913)
- 3 luglio - Giovanni Panetta, politico italiano (n. 1956)
- 3 luglio - Paulo Porto, attore, regista e produttore cinematografico brasiliano (n. 1917)
- 3 luglio - Mark Sandman, musicista e cantautore statunitense (n. 1952)
- 3 luglio - Vito Sangirardi, architetto italiano (n. 1909)
- 4 luglio - Riccardo De Maestri, ingegnere e architetto italiano (n. 1921)
- 4 luglio - Walter Legel, sollevatore austriaco (n. 1940)
- 4 luglio - Mark O'Brien, poeta, giornalista e attivista statunitense (n. 1949)
- 4 luglio - Jack Watson, attore britannico (n. 1915)
- 5 luglio - Filippo Basile, funzionario italiano (n. 1961)
- 5 luglio - Jean-Pierre Darras, attore e regista francese (n. 1927)
- 5 luglio - C. Walton Lillehei, chirurgo statunitense (n. 1918)
- 5 luglio - Harald Philipp, regista, sceneggiatore e attore tedesco (n. 1921)
- 5 luglio - Marisa Rusconi, scrittrice e giornalista italiana (n. 1934)
- 6 luglio - Gary M. Heidnik, serial killer statunitense (n. 1943)
- 6 luglio - Joaquín Rodrigo, compositore e pianista spagnolo (n. 1901)
- 6 luglio - Barry Winchell, militare statunitense (n. 1977)
- 7 luglio - Vikram Batra, militare indiano (n. 1974)
- 7 luglio - Enrico Lucchini, batterista italiano (n. 1934)
- 7 luglio - Amilcare Oddo, allenatore di calcio e giornalista italiano (n. 1910)
- 7 luglio - Laurie Scott, allenatore di calcio e calciatore inglese (n. 1917)
- 8 luglio - Ángel Lulio Cabrera, botanico spagnolo (n. 1908)
- 8 luglio - Adolf Christian, ciclista su strada austriaco (n. 1934)
- 8 luglio - Charles Conrad, astronauta statunitense (n. 1930)
- 8 luglio - Frank Lubin, cestista e allenatore di pallacanestro statunitense (n. 1910)
- 8 luglio - Paolo Poduje, militare e partigiano italiano (n. 1915)
- 8 luglio - Mario Ramous, poeta, traduttore e saggista italiano (n. 1924)
- 8 luglio - William Rarita, fisico statunitense (n. 1907)
- 8 luglio - Elemér Terták, pattinatore artistico su ghiaccio ungherese (n. 1918)
- 8 luglio - Shafiq Wazzan, politico libanese (n. 1925)
- 9 luglio - Karl Adam, calciatore tedesco (n. 1924)
- 9 luglio - Ingenuino Dallago, combinatista nordico e saltatore con gli sci italiano (n. 1910)
- 9 luglio - James Farmer, politico e attivista statunitense (n. 1920)
- 9 luglio - Edgar Shearer, calciatore inglese (n. 1909)
- 9 luglio - Lucilla Udovich, soprano statunitense (n. 1930)
- 10 luglio - Mihai Cioroianu, alpinista rumeno (n. 1967)
- 10 luglio - Paul Coltelloni, pilota di rally francese (n. 1917)
- 10 luglio - Walter Evans, ingegnere statunitense (n. 1920)
- 10 luglio - Elmar Grin, scrittore e poeta russo (n. 1909)
- 11 luglio - Vittorio Fusco, vescovo cattolico e biblista italiano (n. 1939)
- 11 luglio - Leonardo Mattioli, illustratore italiano (n. 1928)
- 11 luglio - Giorgio Mille, regista cinematografico italiano (n. 1937)
- 12 luglio - Freddy Borrás, cestista e allenatore di pallacanestro portoricano (n. 1924)
- 12 luglio - Bill Flett, hockeista su ghiaccio canadese (n. 1943)
- 12 luglio - Rajendra Kumar, attore e produttore cinematografico indiano (n. 1929)
- 13 luglio - Muhammetnazar Gapurow, politico sovietico (n. 1922)
- 13 luglio - Josef Moc, cestista cecoslovacco (n. 1908)
- 14 luglio - Maria Banuș, poetessa e scrittrice rumena (n. 1914)
- 14 luglio - Władysław Hasior, scultore e pittore polacco (n. 1928)
- 14 luglio - Umjar Mavlichanov, schermidore sovietico (n. 1937)
- 14 luglio - Ilfo Minzoni, pilota automobilistico italiano (n. 1913)
- 14 luglio - Gar Samuelson, batterista statunitense (n. 1958)
- 15 luglio - Gina Berriault, scrittrice e sceneggiatrice statunitense (n. 1926)
- 15 luglio - Hans-Peter Friedländer, calciatore svizzero (n. 1920)
- 15 luglio - Horacio Podestá, canottiere argentino (n. 1911)
- 15 luglio - Simon Ramsay, XVI conte di Dalhousie, nobile e politico scozzese (n. 1914)
- 16 luglio - Vincenzo Accame, poeta, saggista e traduttore italiano (n. 1932)
- 16 luglio - Feliciano Benvenuti, giurista e avvocato italiano (n. 1916)
- 16 luglio - Carolyn Bessette, pubblicitaria, direttrice artistica e modella statunitense (n. 1966)
- 16 luglio - John Fitzgerald Kennedy Jr., avvocato e giornalista statunitense (n. 1960)
- 16 luglio - André Martinet, linguista francese (n. 1908)
- 16 luglio - Alfred Raoul, politico della Repubblica del Congo (n. 1938)
- 17 luglio - Arthur Allen Hoag, astronomo statunitense (n. 1921)
- 17 luglio - Donal McCann, attore irlandese (n. 1943)
- 17 luglio - Patricia Zipprodt, costumista statunitense (n. 1925)
- 19 luglio - Fabio Brandolisio, calciatore italiano (n. 1926)
- 19 luglio - Jesús Codina, cestista e allenatore di pallacanestro spagnolo (n. 1938)
- 19 luglio - José Luis Madrid, regista e sceneggiatore spagnolo (n. 1933)
- 19 luglio - Hans Maldonado, calciatore ecuadoriano (n. 1956)
- 19 luglio - Jerzy Sterenga, cestista e allenatore di pallacanestro polacco (n. 1926)
- 20 luglio - Sandra Gould, attrice statunitense (n. 1916)
- 20 luglio - Dante Guardamagna, regista e sceneggiatore italiano (n. 1922)
- 20 luglio - Konca Kuris, attivista turca (n. 1961)
- 20 luglio - Giuseppe Pastore, pittore, scenografo e regista italiano (n. 1935)
- 21 luglio - Kim Pyong-sik, politico nordcoreano (n. 1919)
- 21 luglio - Giuseppe Federico Mancini, giurista italiano (n. 1927)
- 21 luglio - David Ogilvy, pubblicitario britannico (n. 1911)
- 21 luglio - Vittorio Zironi, artigiano italiano (n. 1916)
- 22 luglio - Gaspare Babini, ciclista su strada italiano (n. 1912)
- 22 luglio - Camillo Gargano, velista italiano (n. 1942)
- 22 luglio - Ladislav Slovák, direttore d'orchestra slovacco (n. 1919)
- 23 luglio - Hasan II del Marocco, sovrano marocchino (n. 1929)
- 23 luglio - Emma Tenayuca, sindacalista e educatrice statunitense (n. 1916)
- 24 luglio - Walter Barfuss, bobbista tedesco (n. 1955)
- 24 luglio - Jean Dewasne, pittore francese (n. 1921)
- 24 luglio - Dino Martin, cestista e allenatore di pallacanestro statunitense (n. 1920)
- 24 luglio - Henk Pellikaan, calciatore olandese (n. 1910)
- 24 luglio - Lê Quang Đạo, generale e politico vietnamita (n. 1921)
- 25 luglio - Oreste Guaraldo, calciatore italiano (n. 1922)
- 25 luglio - Pentti Lammio, pattinatore di velocità su ghiaccio finlandese (n. 1919)
- 25 luglio - Gisèle Meygret, schermitrice francese (n. 1963)
- 26 luglio - Béla Bay, schermidore ungherese (n. 1907)
- 26 luglio - Faidōn Gkizikīs, generale e politico greco (n. 1917)
- 26 luglio - Joseph Morvan, ciclista su strada francese (n. 1924)
- 27 luglio - Aleksandr Danilovič Aleksandrov, matematico sovietico (n. 1912)
- 27 luglio - Brandur Brynjólfsson, calciatore islandese (n. 1916)
- 27 luglio - Matjaž Cvikl, calciatore sloveno (n. 1967)
- 27 luglio - Harry Edison, trombettista statunitense (n. 1915)
- 27 luglio - Malachi Martin, presbitero, teologo e scrittore irlandese (n. 1921)
- 27 luglio - Albano Meazzini, partigiano e politico italiano (n. 1917)
- 27 luglio - Amilcare Tronca, ciclista su strada italiano (n. 1972)
- 28 luglio - Trygve Haavelmo, economista norvegese (n. 1911)
- 28 luglio - Werner Haftmann, storico dell'arte tedesco (n. 1912)
- 28 luglio - Erik Holm, pallanuotista svedese (n. 1912)
- 28 luglio - Agustín Mestres, nuotatore e pallanuotista spagnolo (n. 1923)
- 28 luglio - Maksim Mongužukovič Munzuk, attore, cantante e compositore russo (n. 1910)
- 28 luglio - Ladislav Novák, poeta e pittore ceco (n. 1925)
- 28 luglio - Francisco Resiglione, pugile argentino (n. 1917)
- 28 luglio - Carlos Romero, calciatore uruguaiano (n. 1927)
- 28 luglio - Gustavo Trigo, fumettista argentino (n. 1940)
- 28 luglio - Puey Ungpakorn, economista thailandese (n. 1916)
- 29 luglio - Anita Carter, cantante statunitense (n. 1933)
- 29 luglio - Yaguine Koita e Fodé Tounkara, guineano (n. 1984)
- 29 luglio - Anatolij Solov'janenko, tenore sovietico (n. 1932)
- 29 luglio - Luca Sportelli, attore italiano (n. 1927)
- 30 luglio - Carlo Callerio, microbiologo e farmacologo italiano (n. 1901)
- 30 luglio - Ko Tai Chuen, cestista singaporiano (n. 1925)
- 30 luglio - Hermann Panzo, velocista francese (n. 1958)
- 31 luglio - Vito Guarrasi, avvocato e imprenditore italiano (n. 1914)
- 31 luglio - Elena Zareschi, attrice italiana (n. 1916)